# Vlag van de Australeilanden

Vlag van de Australeilanden

Voormalige vlag

De vlag van de Australeilanden is de vlag van de Australeilanden, een deel van Frans-Polynesië in de Grote Oceaan dat door Frankrijk wordt bestuurd.
De vlag bestaat uit drie verticale banen van rood, wit en rood (3-10-3) met een blauwe penu en vijf blauwe sterren in het midden van de witte baan. De vijf sterren symboliseren de vijf eilanden waaruit de archipel bestaat. De penu - een traditioneel uitgesneden stuk steen of koraal dat in de hele archipel wordt gebruikt om voedsel fijn te stampen, vergelijkbaar met een vijzel - is het embleem van de Australische eilanden. Het blauw herinnert aan de zee en het rood aan de plaats van de archipel in de Polynesische groep.
De voormalige vlag van de archipel bestond uit vijf horizontale banen van geel, rood, wit, groen en blauw, en een verticale witte baan aan de pool met de woorden 'ARCHIPEL DES ILES AUSTRALES' in zwart over vier lijnen.
Op 4 december 1985 besliste de Territoriale Regering dat de vlag van de archipels en eilanden van Frans-Polynesië naast de vlag van Frans-Polynesië en de vlag van Frankrijk mag wapperen.

## Vlaggen van de eilanden

Raivavae
Rapa Iti
Rimatara
Rurutu
Tubuai